# ヌラーキ
ヌラーキ（イタリア語: Nurachi）は、イタリア共和国サルデーニャ自治州オリスターノ県にある、人口約1,800人の基礎自治体（コムーネ）。

## 地理

### 位置・広がり

#### 隣接コムーネ
隣接するコムーネは以下の通り。
- バラーティリ・サン・ピエトロ
- カブラス
- オリスターノ
- リオーラ・サルド

## 自然・環境
村域の西部はカブラスから湾入する沼沢地、スターニョ・ディ・カブラス（Stagno di Cabras）に面する。スターニョ・ディ・カブラスはラムサール条約登録湿地である（カブラス、イタリアのラムサール条約登録地一覧を参照）。